# دون ماكلين (كرة سلة)
دون ماكلين (بالإنجليزية: Don MacLean)‏ مواليد 16 يناير 1970 في بالو ألتو، هو لاعب كرة سلة أمريكي سابق. بدأ مسيرته الاحترافية في سنة 1992. تم اختياره من قبل فريق ديترويت بيستونز خلال الدرافت. يبلغ طوله 6 قدم 10 بوصة (2.1 م). اعتزل اللعب في 2001. أحرز خلال مسيرته في الإن بي إيه 3490 نقطة بمعدل 10.9 نقاط في المباراة الواحدة.

## المسيرة الاحترافية
لعب مع واشنطن ويزاردز من سنة 1992 إلى 1995، ثم لعب مع دنفر ناغتس في موسم 1995–1996، ثم لعب مع فيلادلفيا سفنتي سيكسرز في موسم 1996–1997، ثم لعب مع بروكلين نتس من سنة 1997 إلى 1999، ثم لعب مع سياتل سوبرسونيكس في سنة 1999، ثم لعب مع فينيكس صنز في سنة 2000، ثم لعب مع ميامي هيت في موسم 2000–2001.

## روابط خارجية
- دون ماكلين على موقع إن بي أي (الإنجليزية)
- دون ماكلين على موقع سبورتس رفرنس (الإنجليزية)
- دون ماكلين على موقع كرة السلة الأوروبية.كوم (الإنجليزية)
- دون ماكلين على موقع كلية كرة السلة في سبورتس رفرنس.كوم (الإنجليزية)
- دون ماكلين على موقع ريلجم (الإنجليزية)
- دون ماكلين على موقع بروبوليرز (الإنجليزية)